# زاهر الزرقاطي
زاهر الزرقاطي (بالإنجليزية: Zaher Zorgati)‏ من مواليد 20 يوليو 1982 في سوسة، تونس، هو مغن تونسي يعمل لصالح فرقة ميراث المتخصصة في البروجريسف ميتال منذ 2007، شارك سابقا في الموسم السادس من برنامج ستار أكاديمي.

## ديسكوغرافيا

### ألبومات استوديو
- 2007: أمل.[1]
- 2010: نداء الصحراء.[2]
- 2011: قصص الرمل.[3]
- 2016: ميراث.[4]
- 2019: شهيلي.[5]

### ألبوم مباشر
- 2019: مباشر في قرطاج.[6]

### ألبوم تجميعي
- 2018: أوقات بلا رحمة.[7]

## روابط خارجية
- زاهر الزرقاطي على موقع IMDb (الإنجليزية)
- زاهر الزرقاطي على موقع ميوزك برينز (الإنجليزية)
- زاهر الزرقاطي على موقع أول ميوزيك (الإنجليزية)
- زاهر الزرقاطي على موقع ديسكوغز (الإنجليزية)